# Crataegus ×media
Crataegus ×media — дерево, вид рода Боярышник (Crataegus) семейства Розовые (Rosaceae). Является гибридом между Crataegus monogyna и Crataegus laevigata.

## Ботаническое описание
Кустарник или небольшое дерево. Вид очень изменчив, отчасти из-за его способности обратного скрещивания с родителями.

## Распространение
Распространён в Европе, там же, где и Crataegus laevigata, за исключением северо-восточной Ирландии, где гибрид был широко распространён в культуре в XIX и XX веках из посадочного материала, завезённого из Англии.

## Сорта

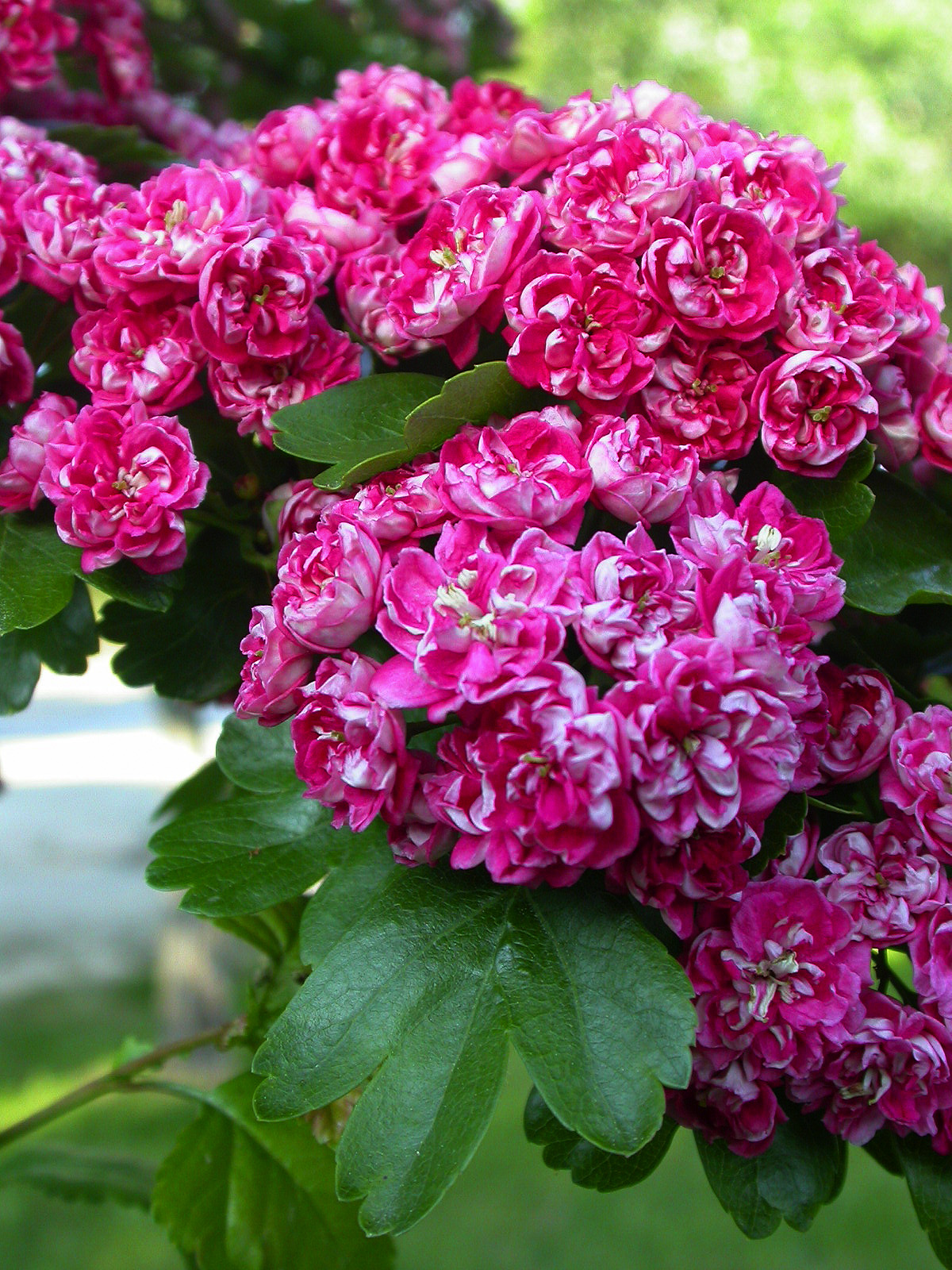
'Paul’s Scarlet'

- 'Crimson Cloud'. Цветки красные с белым центром. Зоны морозостойкости от 5 до более тёплых[3].
- 'Paul’s Scarlet' (syn.: Crataegus laevigata 'Paul’s Scarlet', Crataegus laevigata 'William Paul', Crataegus laevigata var. paulii). Крупный кустарник или небольшое дерево с ширококонической, позже более округлой кроной. Высота взрослых растений 3—5 м. Цветки махровые, малиново-красные. Цветёт в мае — июне. Кора жёлто-коричневая, позже серо-бурая, потрескавшаяся. Листья глянцевые, тёмно-зелёные сверху, светло-зелёные внизу. Рекомендуется посадка на хорошо освещённых местах; почва должна быть глинистая, щелочная. Зоны морозостойкости от 5а до более тёплых[4][5].
- 'Rubra Plena' (syn.: Crataegus laevigata 'Mutabilis', Crataegus laevigata 'Rubra Plena', Crataegus laevigata var. roseoplena). Зоны морозостойкости от 5а до более тёплых[6].